# Neadekvatnyje ljudi 2
Neadekvatnyje ljudi 2 (russisk: Неадекватные люди 2) er en russisk spillefilm fra 2020 af Roman Karimov.

## Medvirkende
- Ilja Ljubimov som Vitalij
- Ingrid Olerinskaja som Kristina
- Jeevgenij Tsyganov som Pavel Kozlov
- Marija Goryatjeva som Sonja
- Nikita Sanajev som Artjom